# Jewgraf Stepanowitsch Fjodorow

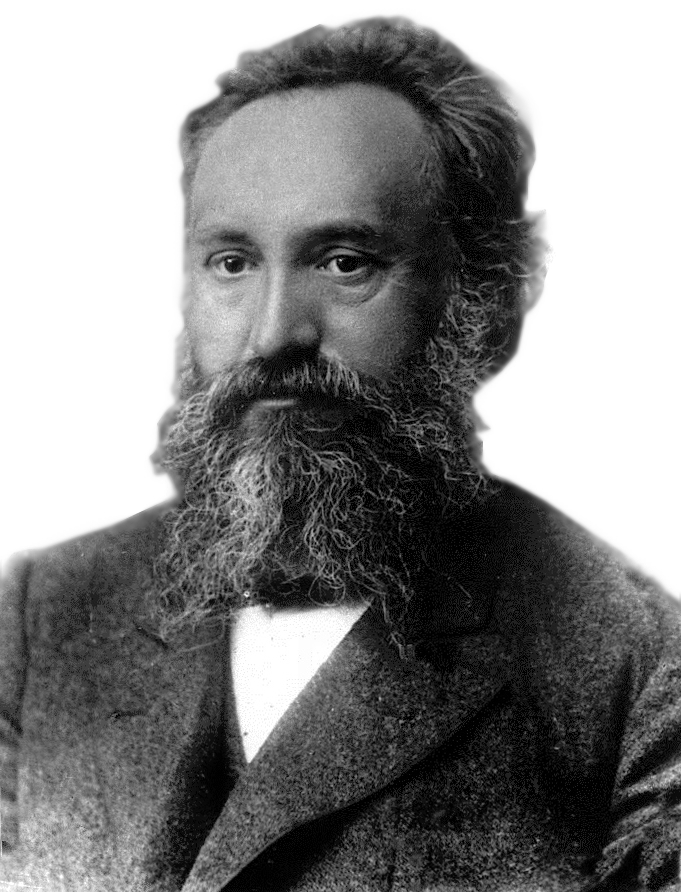
Jewgraf Stepanowitsch Fjodorow.

Jewgraf Stepanowitsch Fjodorow (russisch Евграф Степанович Фёдоров, wiss. Transliteration Evgraf Stepanovič Fëdorov; * 10. Dezemberjul. / 22. Dezember 1853greg. in Orenburg; † 21. Mai 1919 in Petrograd) war ein russischer Mathematiker, Kristallograph und Mineraloge. Er leitete parallel (aber methodisch weitgehend unabhängig) zu Arthur Schoenflies die 230 kristallographischen Raumgruppen ab. Fjodorow erfand 1892 den Universaldrehtisch, ein Zusatzgerät für Lichtmikroskope, das zur Analyse geometrischer und optischer Eigenschaften von Mineralien dient.

## Ehrungen

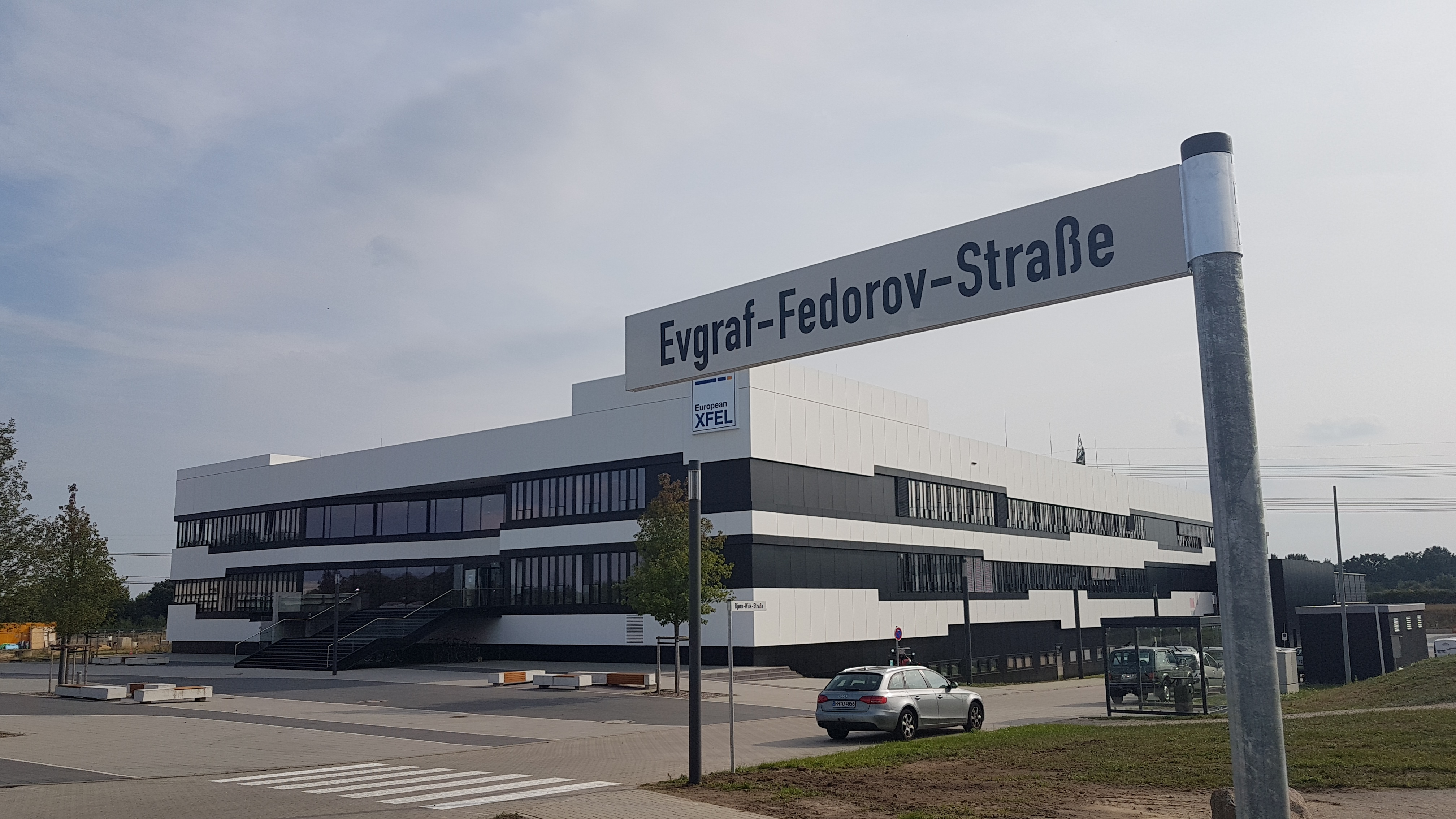
Evgraf-Fedorov-Straße in Schenefeld bei Hamburg

- Nach Fjodorow wurde das geologische Museum der Stadt Krasnoturjinsk im Gebiet Swerdlowsk benannt. Fjodorow hatte es selbst im Jahr 1894 gegründet, als er in den Jahren von 1894 bis 1899 in den Turjinskije Rudniki (Turja-Bergwerken) als Bergingenieur tätig war. Das Museum war eines der ersten seiner Art in Russland.

- Das 1965 von Alexander Alexandrowitsch Kucharenko et al. erstbeschriebene Mineral erhielt Fjodorow zu Ehren den Namen Fedorit.[2]
- Auf dem Gelände der internationalen Röntgenlaser-Forschungseinrichtung European XFEL wurde in Schenefeld bei Hamburg eine Straße nach ihm benannt.

## Schriften
- Симметрія правильныхъ системъ фигуръ (Symmetrie der regulären Figurensysteme). In: Записки Императорского Санкт-Петербургского минералогического общества. Band 28, Nr. 2, 1891, S. 1–146.
- Симметрія на плоскости (Symmetrie in der Ebene). In: Записки Императорского Санкт-Петербургского минералогического общества. Band 28, Nr. 2, 1891, S. 345–390.